# Dum diversas
Dum diversas és una butlla papal que es va fer el 18 de juny de 1452 pel Papa Nicolau V que és coneguda per a autoritzar el comerç d'esclaus a l'Àfrica Occidental. Aquesta autoritzava al rei Alfons V de Portugal a conquerir els sarraïns i els pagans i a consignar-los indefinitivament a l'esclavitud. El Papa Calixt III va reiterà la butlla el 1456, així com ho tornaren a fer els papes Sixt IV (1514) i Lleó X (1514). Fou estesa a Amèrica pel Papa Alexandre VI (1493) amb Inter caeterea.
Feta un any abans de la caiguda de Constantinoble, el 1453, la butlla podia ser un intent de fer una nova croada contra l'Imperi Otomà. Alguns historiadors han vist que aquestes butlles com un intent d'allargar el llegat teològic de les croades del Papa Urbà II per tal de justificar la colonització i l'expansionisme europeu. Dum diversas fou essencialment l'acte papal més important relatiu a la colonització portuguesa i espanyola.
Dum Diversas diu:
| « | Pels presents documents, Nos us asseguram [als reis d’Espanya i Portugal], per la nostra autoritat apostòlica, el permís complet i lliure d’envair, cercar, capturar i sotmetre els sarraïns, pagans i qualssevol altres infidels i enemics de Crist, siguin on siguin, així com els seus regnes, ducats, comtats, principats i altres béns […] i de reduir llurs persones a esclavatge perpetu. | » |

El 1537 el Papa Pau III va considerar injust esclavitzar els no-cristians en el Sublimus dei però va sancionar l'esclavitud a Roma el 1545, l'esclavitud d'Enric VIII d'Anglaterra el 1547 i la l'obtenció d'esclaus musulmans el 1548. El 1686 la Congregació de la doctrina de la Fe va limitar la butlla dient que els africans esclavitzats per guerres injustes havien d'ésser alliberats.
Dum diversas, amb altres butlles com Romanus pontifex (1455), Ineffabilis et summi (1497), Dudum pro parte (1516) i Aequum reputamus (1534) són una sèrie de butlles que limiten el poder de Portugal a favor d'Espanya, sobretot Dudem siquidem (1493).